# Schwicheldt (Adelsgeschlecht)

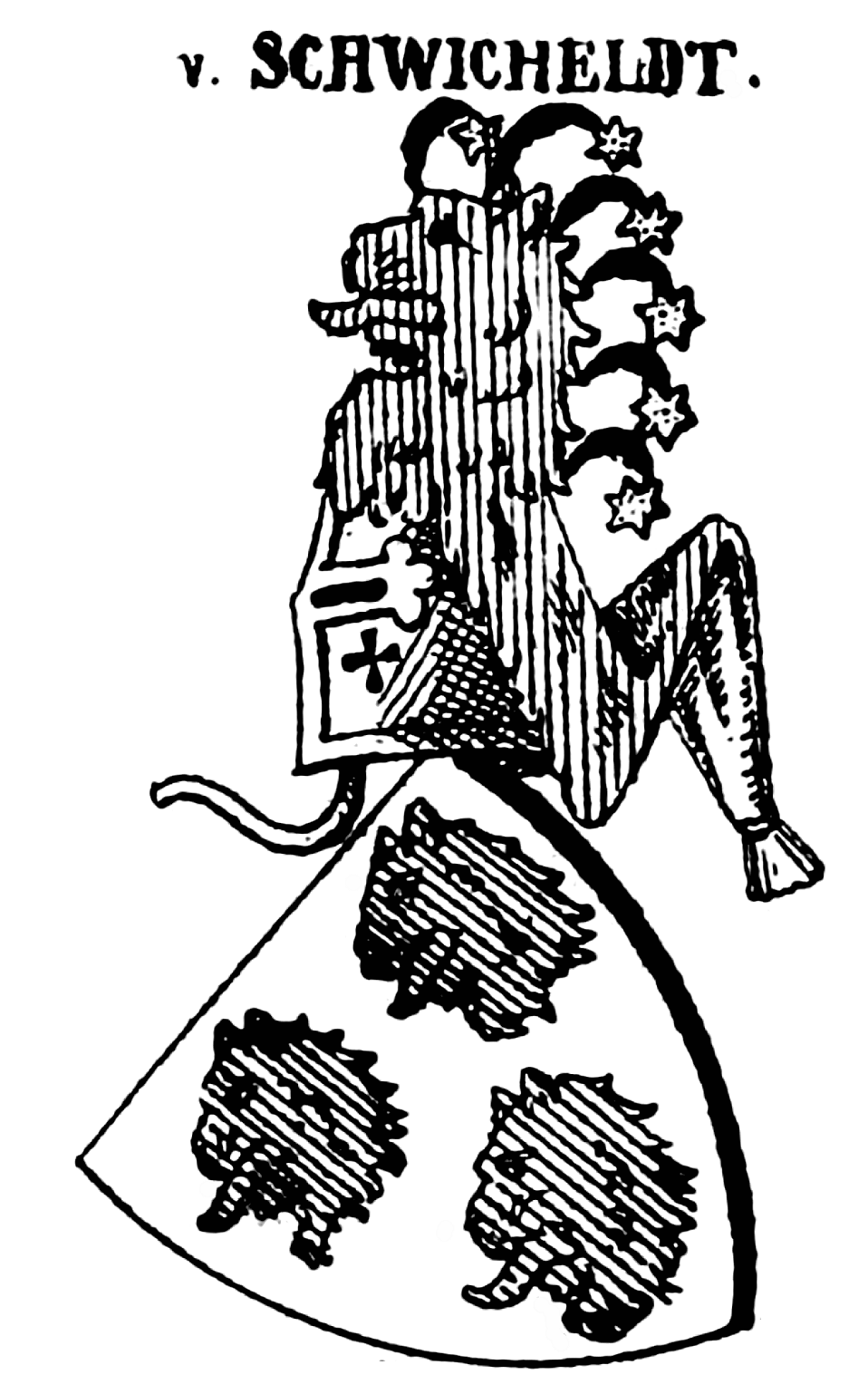
Stammwappen derer von Schwicheldt

Schwicheldt ist der Name eines 1906 erloschenen niedersächsischen Uradelsgeschlechts mit dem Stammhaus Schwicheldt bei Peine.

## Geschichte

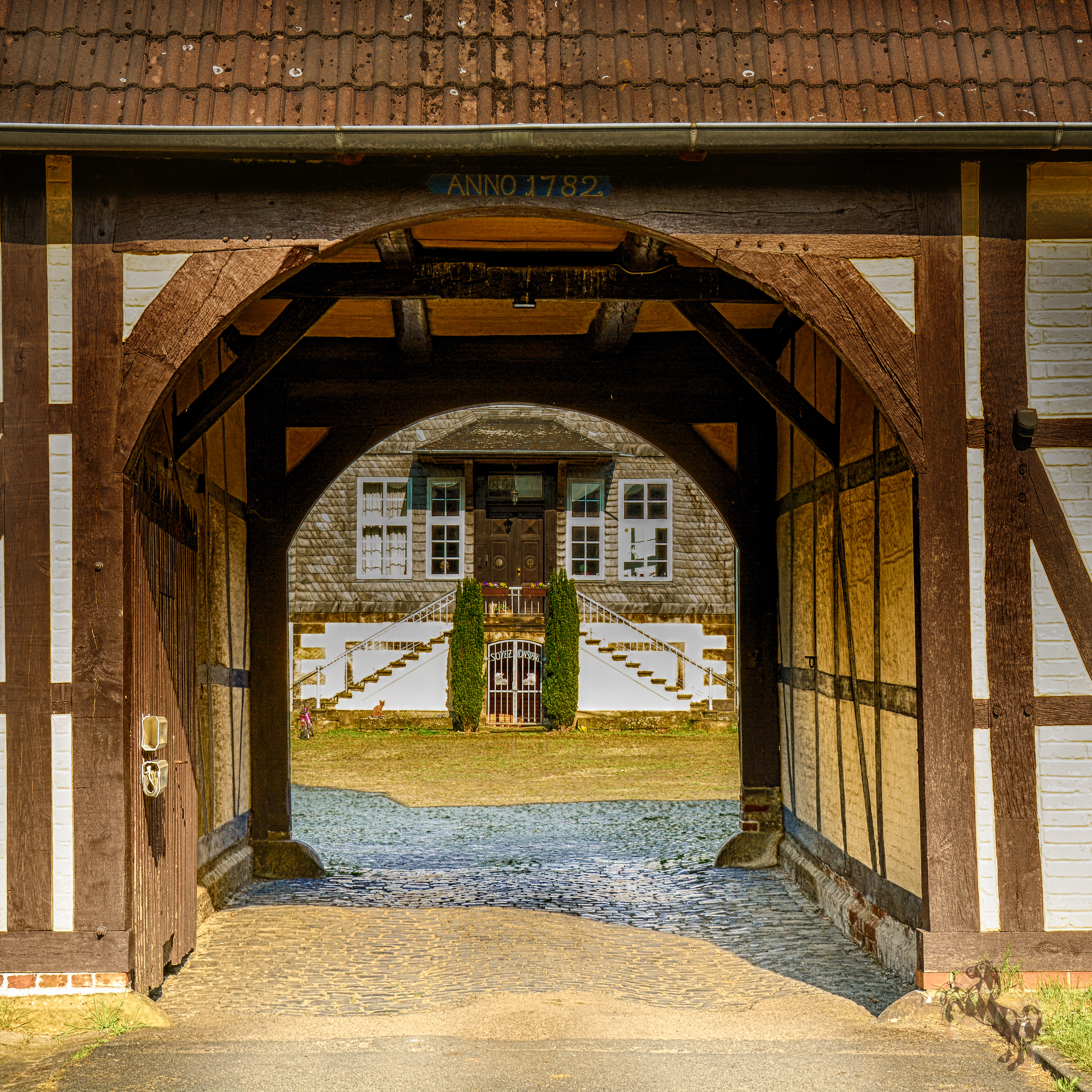
Torhaus des Rittergutes Schwicheldt (von 1782)

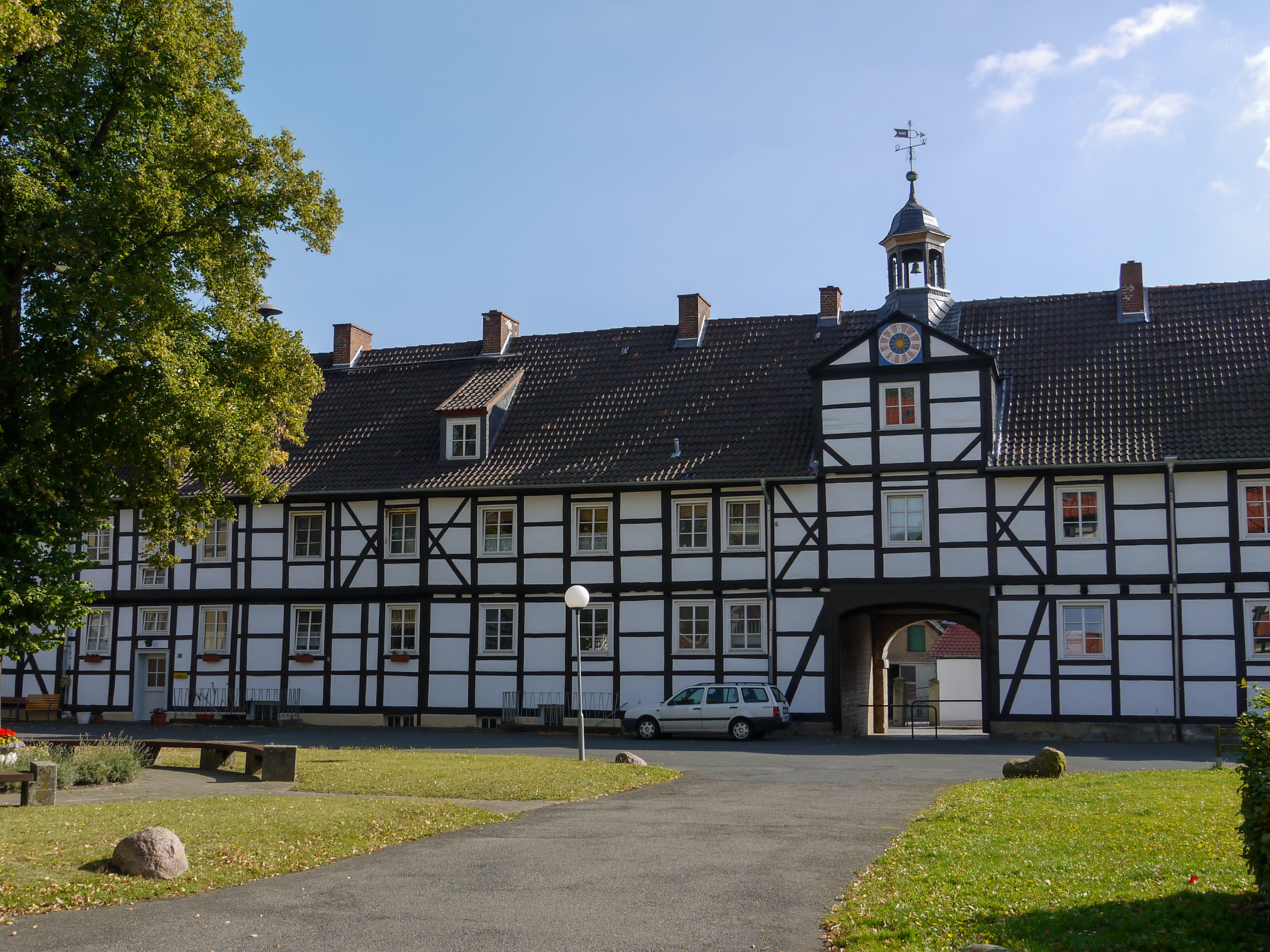
Torhaus des Rittergutes Flachstöckheim

Das Geschlecht wird erstmals 1169 mit Elveric(h), Reindag und Bertoldus in einer Urkunde des Bischofs Hermann von Hildesheim genannt. Diese waren Ministerialen des Bischofs in dem zum Stift Hildesheim gehörenden Dorf, dessen Name unterschiedliche Schreibweisen erfuhr (1131 Shvegelten, später Sueglete, Suechlete oder Sulglete). Die Stammreihe beginnt ab 1335 mit dem Ritter Hans von Schwicheldt (1335–1406). Das Schwicheldtsche Erbbegräbnis von 1600 befindet sich in der St.-Urban-Kirche in Klein Ilsede, wo sich auch ihr Gerichtsstandort befand.
Bereits ab 1360 besaß auch die benachbarte Adelsfamilie von Oberg aus Oberg Grundbesitz in Schwicheldt und errichtete um 1550 dort einen zweiten Sitz, die Giesenburg.
Hans und Heinrich von Schwicheldt wurden 1350 mit einem Hof, fünf Hufen Land und Gütern in Flachstöckheim bei Salzgitter belehnt. Ihre Aufgabe war der Schutz der Grenze des Bistums Hildesheim gegen die braunschweigischen Welfen. Hans von Schwicheldt wurde 1377 zum Ritter geschlagen. Die Herren von Schwicheldt gehörten zu den zuverlässigen Stützen der Hildesheimer Bischöfe. In der Schlacht bei Beinum am 21. Oktober 1393 kämpfte ein Hildesheimer Ritteraufgebot unter Hans von Schwicheldt und Curd von Steinberg gegen den Herzog Friedrich von Braunschweig, der mit Unterstützung durch den Kurfürsten von Sachsen den Hildesheimer Bischof Gerhard besiegte. Hans von Schwicheldt erbaute für den Bischof die Burg Steinbrück als Grenzfestung zum Herzogtum Braunschweig.
Durch Ausbau des Grundbesitzes in Flachstöckheim war 1428 das ganze Dorf im Besitz der Familie und Conrad von Schwicheldt erhielt die Erlaubnis, einen Walhof (eine umfriedete Hofanlage) zu erbauen, der allmählich zum Hauptsitz der Familie wurde. Charlotte Eleonore von Schwicheldt ließ von 1722 bis 1734 eine neue, großräumige Gutsanlage errichten, die ab 1750 noch erweitert wurde. In der näheren Umgebung bestand Besitz in Haverlah, Kniestedt und Gitter, ferner war die Familie an der Salzausbeute der Saline Salzliebenhalle beteiligt.
Um 1390 besaß die Familie einen Lehnshof in Groß Himstedt, 1395 die Burghut der Burg Wilkenburg, 1400 hatte sie den Pfandbesitz an der Burg Lutter und der Burg Westerhof inne, ferner an der Liebenburg, bis 1542 das Haus Harderode bei Hameln, um 1500 Anteile an der Burg Hardenberg, 1480–1717 die Pachtung am Gut Nienrode, ab 1760 bis ins 20. Jahrhundert den Gutshof Sudweyhe im Landkreis Diepholz, im 19. Jahrhundert zeitweise das Schloss Schliestedt und das Rittergut Stöcken bei Hannover.
Die Schwicheldt gehörten mit ihrem Stammsitz sowie Flachstöckheim zur Hildesheimer Ritterschaft, mit Gütern in Reppenstedt bei Lüneburg und im nahen Brockwinkel aber auch zum ritterschaftlichen Adel im Fürstentum Lüneburg. Auch das nahe dem Stammsitz Schwicheldt gelegene Sievershausen lag im Bereich der Celle-Lüneburger Ritterschaft. Die fürstbischöflich-hildesheimische Burg Wiedelah hatten die Herren von Schwicheldt wiederholt im Pfandbesitz. Von dort aus führten sie eine Fehde gegen Goslar, Braunschweig und die Stadt Hildesheim, in deren Verlauf die Burg 1427 belagert und erobert wurde. Die Herren von Schwicheldt waren aber schon 1430 wieder im Besitz der Burg und blieben dies bis 1547.
Kurfürst Karl Theodor von Pfalzbayern erhob, auch in seiner Funktion als Reichsvikar, in München am 25. September 1790 die Geschwister Jobst Ernst von Schwicheldt (1743–1801), kurpfälzälzischen Generalmajor und Kammerherrn, Heinrich Ernst von Schwicheldt (1748–1817), kurhannoverschen Kammerherrn sowie Berta Auguste von Schwicheldt in den bayerischen und Reichsgrafenstand. Die kurhannoversche Anerkennung erfolgte am 20. Dezember 1790.
Der Landdrost Jobst Carl Graf von Schwicheldt erhielt am 18. April 1823 die erbliche Virilstimme in der ersten Kammer der Hannoverschen Ständeversammlung.
1859 erwarb Boguslav Graf von Schwicheldt auf Flachstöckheim das Schloss Söder im Landkreis Hildesheim und siedelte 1869 dorthin über. Das Gut Flachstöckheim wurde danach verpachtet.
In Mecklenburg besaßen die Schwicheldt 1510 die Güter Bersewitz, Beseritz und Dahlen. Im Einschreibebuch des Klosters Dobbertin von 1696 bis 1918 befinden sich zwei Eintragungen von Töchtern der Familien von Schwichelt. Nr. 344 „Louisa Charlotta Sophia von Schwichelt, des Herrn August Wilhelm Freiherr von Schwichelt, Königlich Braunschweig Lüneburger Geheimer Kriegsrat und Oberaufseher Frl. Tochter, eingeschrieben am 31. Oktober 1749“ und Nr. 635 „Caroline Sophie von Schwichelt, des Herrn Kammerherr von Schwichelt Frl. Tochter, eingeschrieben 22. November 1783.“ 1523 zählten sie zu den Mitunterzeichnern der Union der Landstände. Diese Linie ist im 17. Jahrhundert erloschen. Dennoch wurde die Familie 1783 erneut als indigeniert anerkannt und war von 1829 bis 1838 zu Holdorf und Meetzen grundgesessen.
Die Herren von Schwicheldt besaßen auch in Peine einen Wohnsitz, den barocken Schwicheldt'schen Hof, der in den 1960er Jahren abgerissen wurde. 1906 starb dort der letzte Graf von Schwicheldt, der die Güter Schwicheldt, Söder, Flachstöckheim und Ostlutter sowie den Gutshof Sudweyhe seiner Tochter Sigrid und deren Ehemann Eberhard Graf von Hardenberg hinterließ.

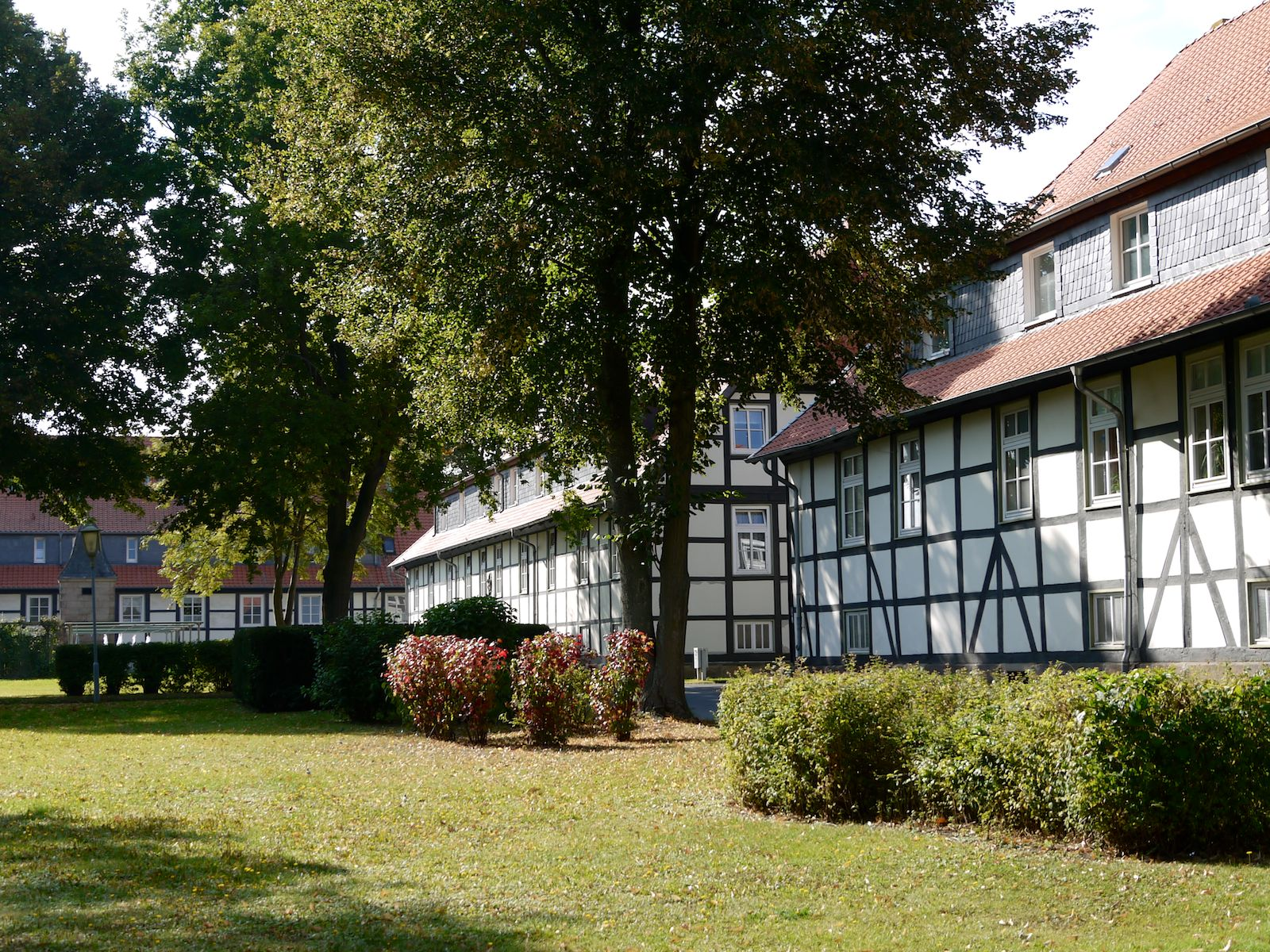
Gut Flachstöckheim
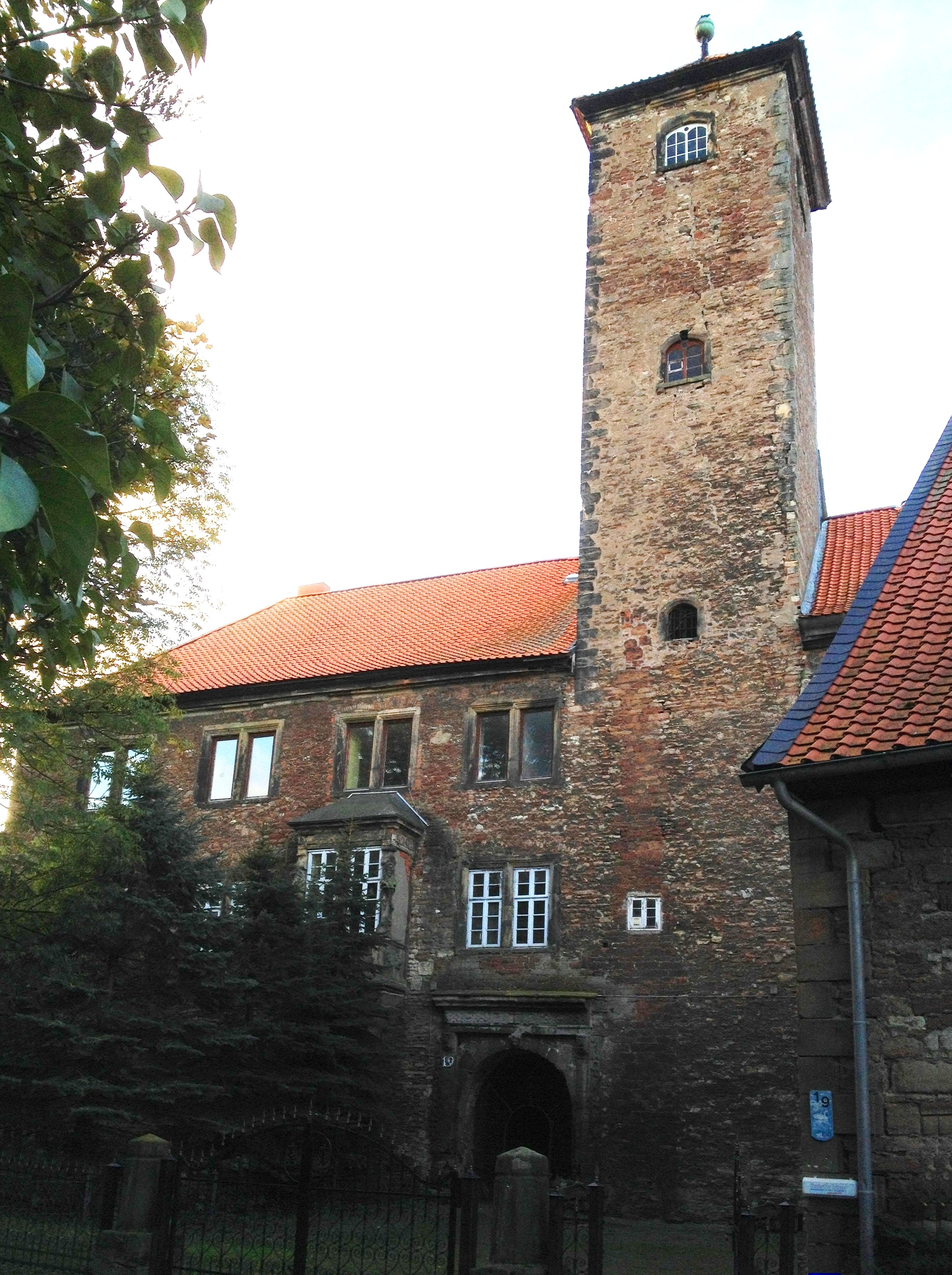
Burg Wiedelah
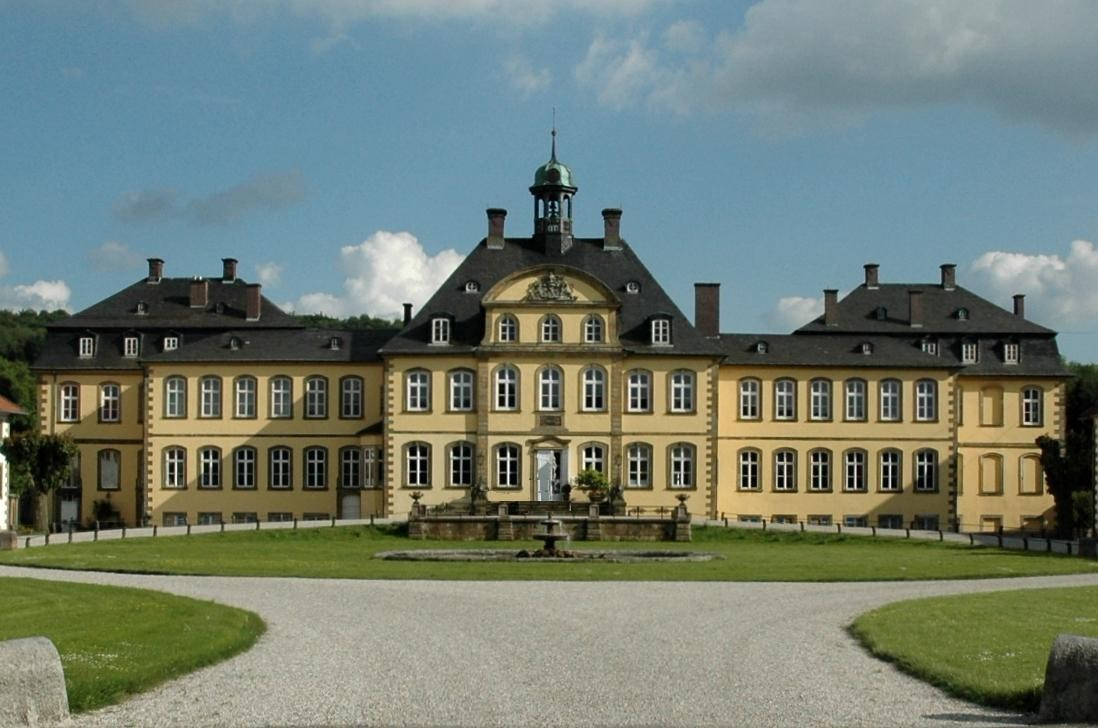
Schloss Söder

## Angehörige

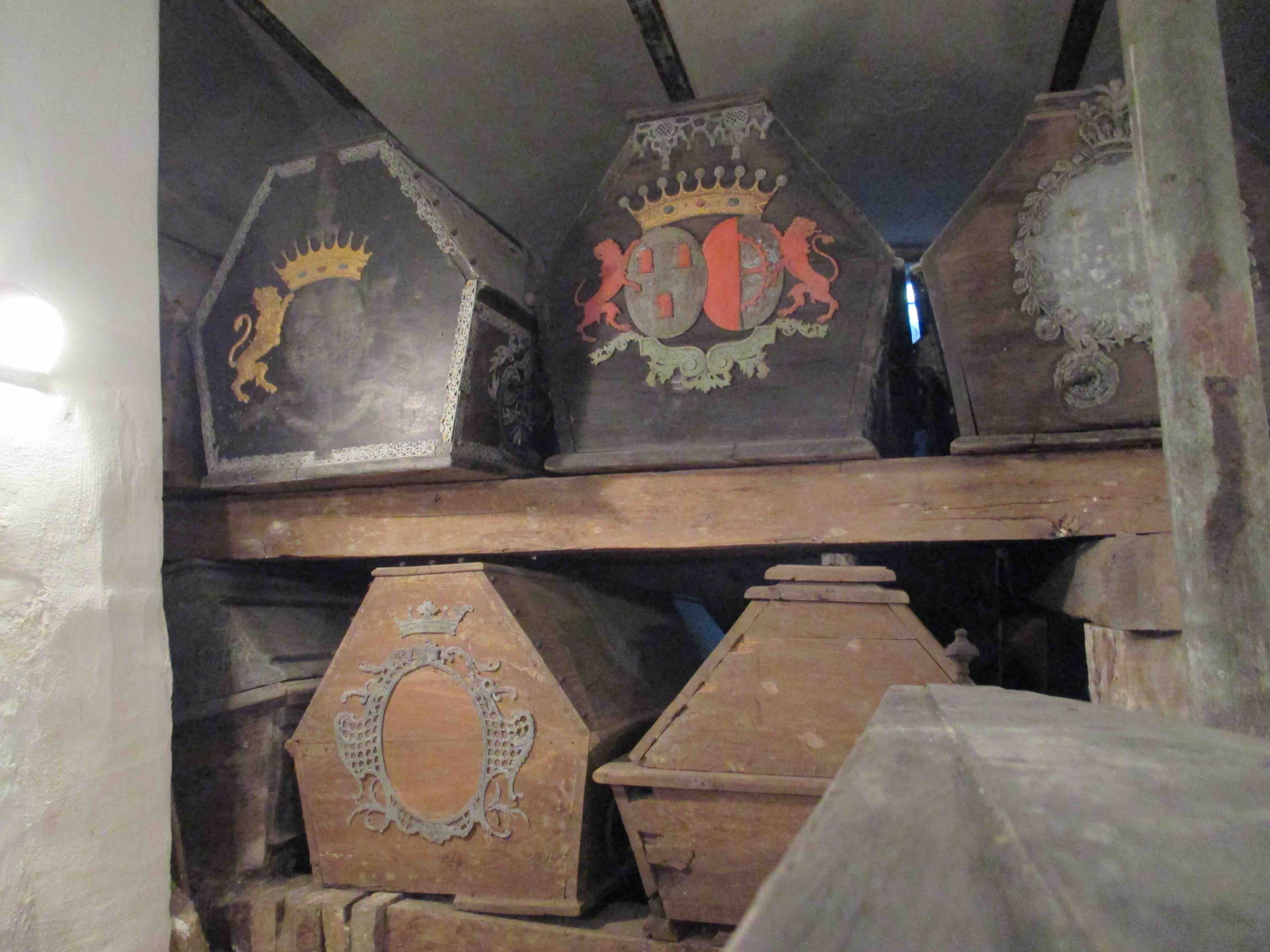
Schwicheldt'sches Erbbegräbnis in der St.-Urban-Kirche in Klein Ilsede

- Conrad von Schwicheldt († 1529), Erzmarschall des Bischöflichen Stifts Hildesheim
- Curd von Schwicheldt (Hofmeister) (1547–1585), deutscher Hofmeister
- Curd von Schwicheldt (Drost) (1585–1625), Drost und Amtmann zu Winzenburg
- Charlotte Eleonore von Schwicheldt, geb. von Grote (1674–1743), Pietistin[6][7]
- August Wilhelm von Schwicheldt (1708–1766), hannoverscher Geheimrat und Staatsminister[8]
- Heinrich Ernst von Schwicheldt (1748–1817), englischer Generalleutnant[9][10]
- Jobst Ernst von Schwicheldt (1743–1801), kurpfälzischer Generalleutnant
- Kurt von Schwicheldt (Stifter) (1839–1898), Rittergutsbesitzer und Graf

## Wappen
Das gräfliche Wappen (1790) entspricht dem Stammwappen mit dazwischen gestellter Grafenkrone und zeigt in Silber drei (2:1) rechtsgewendete rote Löwenköpfe. Auf dem Helm mit rot-silbernen Decken ein roter Löwenkopf, dessen Haupt mit sechs schwarzen Hahnenfedern besteckt ist, von denen jede an roter Spitze einen goldenen Stern trägt. Als Schildhalter zwei widersehende rote Löwen.

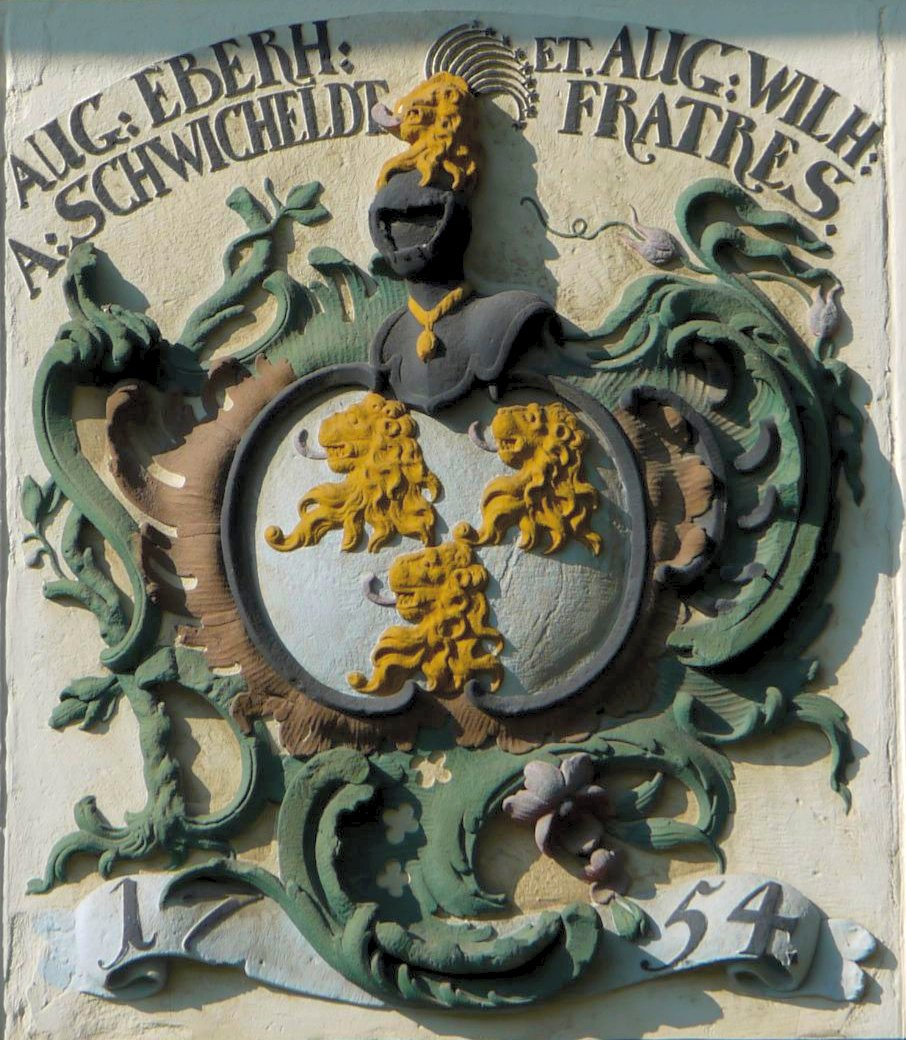
Wappen derer von Schwicheldt (1754, am Gutshof Flachstöckheim, mit gelben Löwenköpfen nachträglich falsch tingiert)
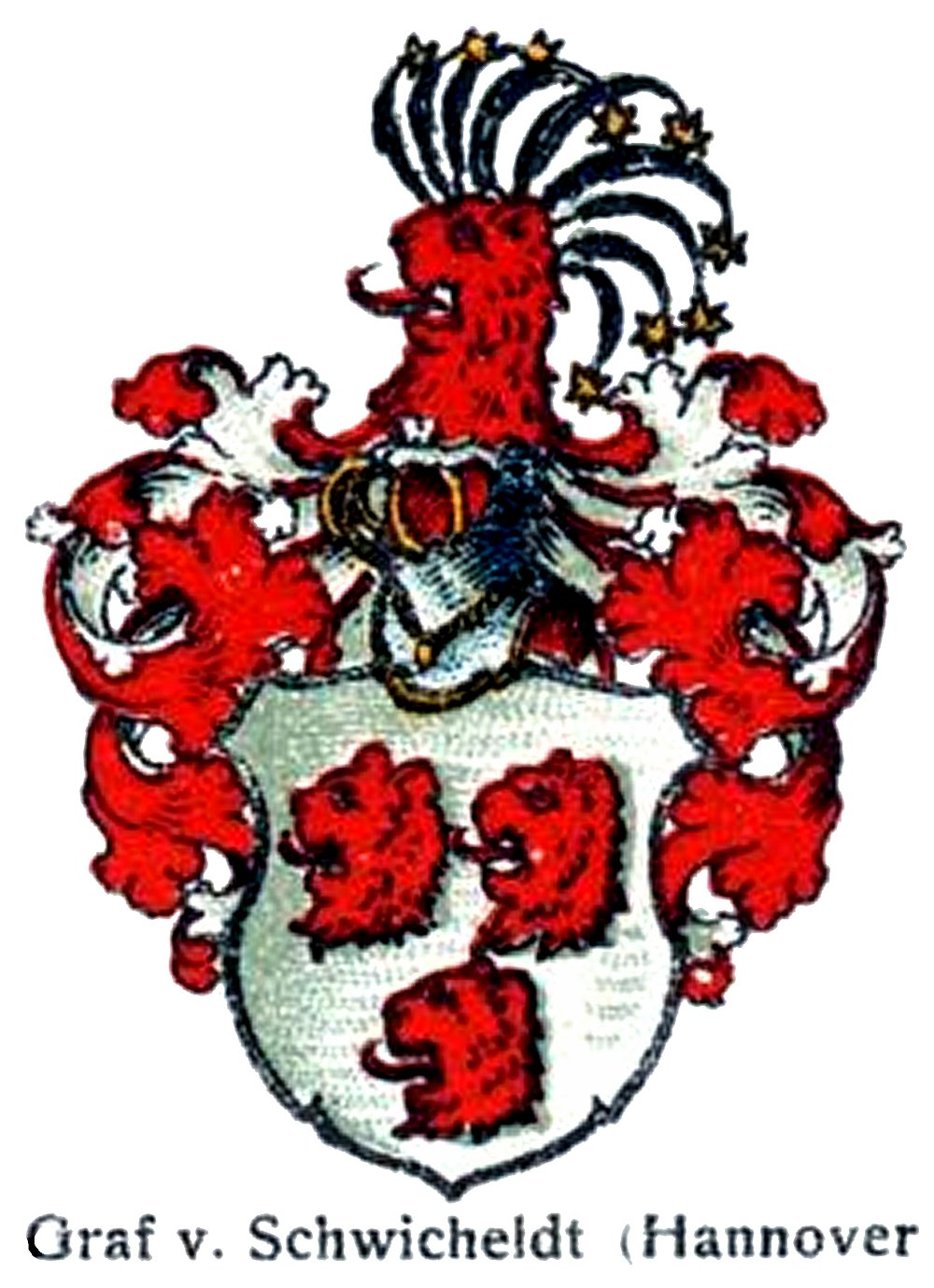
Darstellung in der großen Wappensammlung
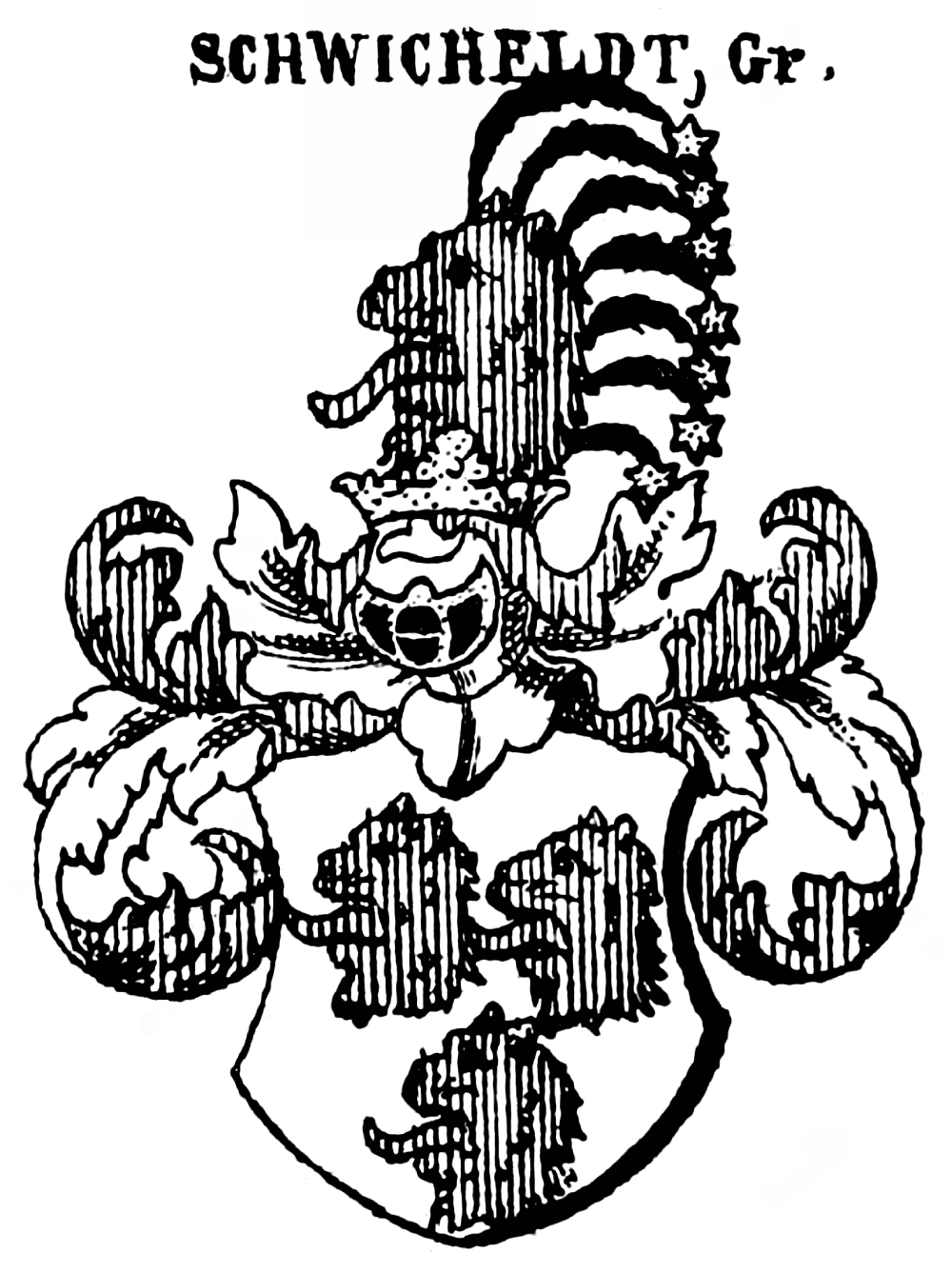
Wappen der Grafen von Schwicheldt
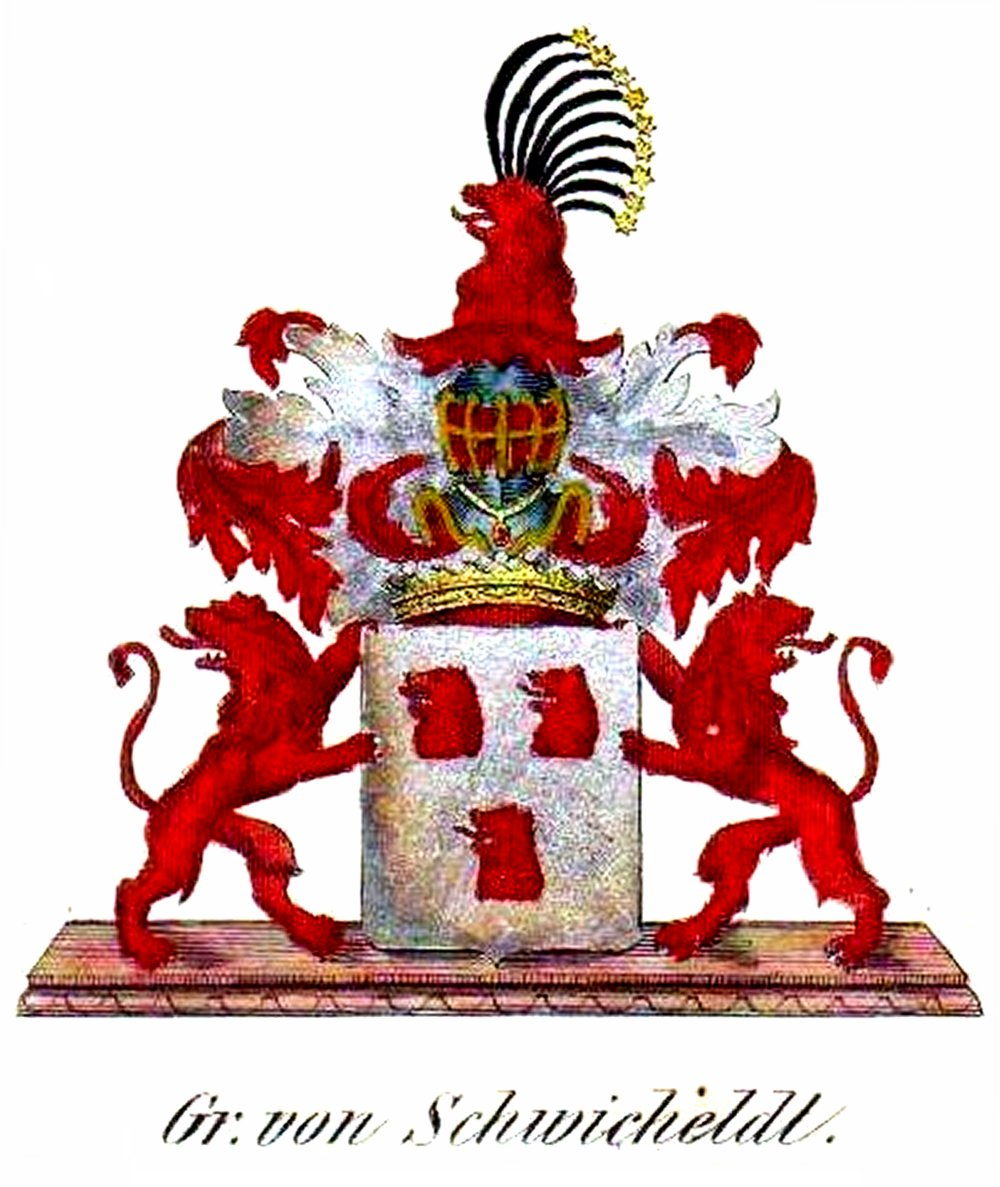
Wappen der Grafen von Schwicheldt